# Pluma de Oro
Pluma de Oro är en ort i Mexiko.   Den ligger i kommunen Ocozocoautla de Espinosa och delstaten Chiapas, i den sydöstra delen av landet, 700 km sydost om huvudstaden Mexico City. Pluma de Oro ligger 978 meter över havet och antalet invånare är 363.
Terrängen runt Pluma de Oro är huvudsakligen kuperad, men åt nordväst är den platt. Runt Pluma de Oro är det ganska tätbefolkat, med 52 invånare per kvadratkilometer. Närmaste större samhälle är Suchiapa, 14,8 km öster om Pluma de Oro. I omgivningarna runt Pluma de Oro växer huvudsakligen savannskog.